# Josef Gruber (Politiker, 1922)
Josef Gruber (* 10. Februar 1922 in Sankt Florian; † 3. März 1980 in Wels) war ein österreichischer Politiker (ÖVP). Er war von 1959 bis 1979 Abgeordneter zum Nationalrat.

## Leben
Gruber besuchte nach der Volksschule das Stiftsgymnasium Kremsmünster und legte dort die Matura ab. Danach wurde er 1941 zum Dienst im Zweiten Weltkrieg einberufen und kehrte erst 1946 aus der Kriegsgefangenschaft zurück. Er studierte daraufhin Rechtswissenschaften an der Universität Wien und promovierte zum Dr. iur. Gruber arbeitete zwischen 1949 und 1953 als Diözesansekretär der Katholischen Aktion und wurde 1953 Direktor des Bildungshauses Schloss Puchberg. Zudem war er Vorsitzender der Arbeitsgemeinschaft der Bildungsheime Österreichs und erhielt 1975 den Berufstitel Professor verliehen.
Gruber war im politischen Bereich ab 1959 als Kammerrat der Kammer für Arbeiter und Angestellte für Oberösterreich sowie als Stadtparteiobmann der ÖVP Wels aktiv. Zudem fungierte er als Landesobmann-Stellvertreter des ÖAAB Oberösterreich. Er vertrat die ÖVP zwischen dem 9. Juni 1959 und dem 4. Juni 1979 im Nationalrat. Dort hatte er die Funktion des Obmanns des Unterrichtsausschusses inne und war zudem Schulsprecher des ÖVP-Parlamentsklubs. Bei der Nationalratswahl 1979 trat Gruber krankheitsbedingt nicht mehr an, kurze Zeit später erlag er seinem schweren Krebsleiden.
Gruber war verheiratet und Vater von vier Söhnen, die so wie er selbst bei den Pfadfindern aktiv waren. Andreas ist Filmregisseur und lehrt in München, Sohn Josef als Jurist Bezirkshauptmann von Wels-Land.

## Auszeichnungen
- 1968: Großes Goldenes Ehrenzeichen für Verdienste um die Republik Österreich[1]
- 1979: Großes Silbernes Ehrenzeichen mit dem Stern für Verdienste um die Republik Österreich[2]
- 1979: Großes Ehrenzeichen des Landes Oberösterreich
- 1979: Ehrenring des ÖAAB